# Arnissa
Arnissa (em grego:  Άρνισσα; em búlgaro:  Острово, Ostrovo) é uma cidade na unidade regional de Pela na Macedônia, Grécia. É localizada próxima ao lago Vegoritida e do Monte Kaimakchalan. É a sede do município de Vegoritida. A cidade tem uma população de 1,550 (censo de 2001).

## História
A Batalha de Ostrovo foi travada perto da cidade, em 1041.